# 卡諾尼奇
51°26′45″N 26°13′22″E / 51.44583°N 26.22278°E
卡諾尼奇（烏克蘭語：Каноничі），是烏克蘭西北部羅夫諾州瓦拉什区卡诺尼奇市镇内的村落及其行政中心。始建於1629年，面積35平方公里，海拔高度161米，人口密度每平方公里25.1人。